# Choroba dróg oddechowych zaostrzana przez niesteroidowe leki przeciwzapalne
Choroba dróg oddechowych zaostrzana przez niesteroidowe leki przeciwzapalne (skrótowiec N-ERD od ang. NSAIDs-exacerbated respiratory disease, inaczej astma aspirynowa) – złożona jednostka chorobowa o obrazie klinicznym takim jak w astmie oskrzelowej, która jest związana z niealergiczną reakcją nadwrażliwości na aspirynę lub inne niesteroidowe leki przeciwzapalne, należące do grupy inhibitorów COX-1. Objawy chorobowe ze strony dróg oddechowych są zaostrzane lub indukowane przez aspirynę. Mogą one pojawić się nagle, nawet u osób, które wcześniej dobrze tolerowały zażywanie aspiryny. 
Astma aspirynowa charakteryzuje się trzema współistniejącymi ze sobą objawami (tzw. triadą aspirynową): astmą oskrzelową, przewlekłym eozynofilowym nieżytem nosa i zatok (często też z polipami nosa) oraz nieprawidłową reakcją na aspirynę i pokrewne leki. Ma przewlekły, postępujący przebieg.
Po raz pierwszy opisana w 1922 roku przez Widala, Abramiegi i Lermoyeza. Pogłębieniem wiedzy na temat triady aspirynowej zajmował się Max Samter, profesor medycyny na Uniwersytecie Illinois w Chicago, dlatego spotyka się również określenie triady Samtera (ang. Samter's Triad) lub zespołu Samtera (Samter's Syndrome).

## Epidemiologia
Badania epidemiologiczne wykazują różną częstość występowania astmy aspirynowej zależnie od badanej populacji i metod użytych do ustalenia rozpoznania tego schorzenia.
Szacuje się na podstawie badań kwestionariuszowych, że nadwrażliwość na aspirynę w populacji ogólnej w Polsce wynosi 0,6%, a 4,3% w populacji chorych na astmę oskrzelową. 
Metaanaliza badań z wykorzystaniem testów prowokacyjnych wykazała, że nadwrażliwość na aspirynę w populacji chorych na astmę wynosi 21%.

Występuje częściej u kobiet niż u mężczyzn w stosunku 2,3:1. 15% osób nie zdawało sobie sprawy, że występuje u nich nietolerancja aspiryny. Nadwrażliwość na aspirynę i inne niesteroidowe leki przeciwzapalne jest rzadka u dzieci. Obciążenie rodzinne można wykazać w ok. 1–6% przypadków tego schorzenia.

## Etiopatogeneza
Bezpośrednią przyczyną wystąpienia objawów astmy aspirynowej jest zażycie kwasu acetylosalicylowego (aspiryny) lub innego leku z grupy NLPZ. Prowadzi to do hamowania konstytutywnej izoformy enzymu cyklooksygenazy, COX-1. Istnienie pozytywnej zależności między siłą hamującego wpływu leku na COX-1 in vitro, a nasileniem objawów klinicznych oraz dobrej tolerancji leków, będących inhibitorami COX-2 u chorych na astmę aspirynową, dodatkowo potwierdzają teorię cyklooksygenazową.
Wykazano ponadto, że spożycie nawet niewielkich ilości alkoholu przez osoby z astmą aspirynową także może sprowokować wystąpienie niekorzystnych objawów ze strony układu oddechowego.

## Postacie kliniczne
Wyróżnia się dwie postacie kliniczne:
- bronchospastyczną (przeważają objawy ze strony górnych i dolnych dróg oddechowych),
- pokrzywkowo-obrzękową (dominują objawy skórne).

## Obraz kliniczny

Główne objawy astmy aspirynowej ze strony układu oddechowego

Główne objawy ze strony skóry i błon śluzowych w astmie aspirynowej

Obraz kliniczny obejmuje następujące objawy:
- nieżyt nosa z wodnistym katarem,
- przewlekłe zapalenie zatok,
- polipy nosa,
- upośledzenie węchu,
- duszność,
- nadwrażliwość na kwas acetylosalicylowy (może pojawić się na końcu lub wywołać pierwszy atak astmy).

Ponadto mogą wystąpić jeszcze inne objawy, tj. 
- łzawienie, kichanie, blokada nosa, bóle okolicy czoła i uszu;
- ucisk w klatce piersiowej, kaszel, świsty.

W przypadku postaci klinicznej skórno-pokrzywkowej pojawiają się następujące objawy:
- pokrzywka,
- świąd skóry,
- obrzęk warg, języka lub krtani.

Choroba ma przebieg postępujący, z tendencją do występowania zaostrzeń i groźnych dla życia stanów astmatycznych.

## Diagnostyka
Rozpoznanie stawia się na podstawie charakterystycznego wywiadu (typowe objawy w ciągu 1–2 godzin po przyjęciu niesteroidowego leku przeciwzapalnego) u osoby z astmą oskrzelową rozpoznaną w wieku dorosłym lub z przewlekłym zapaleniem zatok przynosowych z obecnością nawracających polipów. W przypadkach wątpliwych wykonuje się próbę prowokacyjną z aspiryną. Ujemny wynik próby prowokacyjnej, z dużą dozą prawdopodobieństwa pozwala wykluczyć N-ERD.

### Próba prowokacyjna z aspiryną
Próba prowokacyjna z aspiryną stanowi podstawę rozpoznania N-ERD. Wykonuje się ją z aspiryną podawaną w sposób doustny, wziewny lub donosowo.
Próba polega na podawaniu zwiększanych dawek aspiryny w ustalonych odstępach czasu (zazwyczaj w ciągu 2 dni, dawki kolejnych podań zależą od zastosowanego protokołu) i obserwacji pod kątem wystąpienia objawów niepożądanych. Droga doustna stanowi złoty standard, ponieważ naśladuje naturalną drogę ekspozycji na lek. Próba wziewna z aspiryną lizynową jest tak samo czuła jak droga doustna, ale bezpieczniejsza i krótsza. Próba donosowa jest mniej czuła.
Przeciwwskazaniami do próby prowokacyjnej z ASA są:
- przebyta reakcja anafilaktyczna po przyjęciu NSLPZ,
- niekontrolowana astma,
- FEV1<70% wn.,
- przewlekła niewydolność nerek,
- przebyte lub aktualne krwawienie z przewodu pokarmowego,
- zakażenie dróg oddechowych lub zaostrzenie astmy w ciągu 4 tygodni przed badaniem,
- ciąża,
- leczenie beta-blokerem,
- patologia jamy nosowej uniemożliwiająca wykonanie próby (w przypadku próby donosowej).

Przykładowy protokół próby aspirynowej:
- dzień 1.: 20–40 mg (godz. 9:00); 40–60 mg (godz. 11:00); 60–100 mg (godz. 13:00)
- dzień 2.: 100–160 mg (godz. 9:00); 160–325 mg (godz. 11:00); 325 mg (godz. 13:00)

## Leczenie
Astma oskrzelowa u pacjentów z nadwrażliwością na aspirynę ma cięższy przebieg, lecz leczenie nie odbiega od standardów stosowanych w leczeniu astmy oskrzelowej. Często konieczna okazuje się terapia glikokortykosteroidami, także podawanymi systemowo (doustnie), a nie tylko wziewnie. Pacjenci muszą obowiązkowo unikać leków przeciwbólowo-przeciwzapalnych, działających poprzez cyklooksygenazę (mechanizm działania aspirynopodobny). Nie mogą przyjmować nieznanych leków, także preparatów wieloskładnikowych, dotyczy to również leków dostępnych bez recepty. Chorzy na astmę aspirynową powinni mieć przy sobie listę dozwolonych dla nich leków przeciwbólowych i zawsze poinformować lekarza lub innego pracownika służby zdrowia o tym, że cierpią na nadwrażliwość na aspirynę i inne niesteroidowe leki przeciwzapalno-przeciwbólowe. 

### Desensytyzacja
Metoda desensytyzacji aspiryną (odczulanie na aspirynę) nie została wprowadzona do leczenia astmy aspirynowej ze względu na częste występowanie objawów ubocznych, konieczność przewlekłego podawania aspiryny, aby podtrzymać stan tolerancji, oraz niezgodność wyników badań dotyczących korzystnego wpływu desensytyzacji na dalszy przebieg kliniczny tego typu astmy.
Desensytyzacja polega na ostrożnym podawaniu stopniowo wzrastających dawek aspiryny w celu wytworzenia przejściowego stanu tolerancji organizmu na aspirynę, który utrzymuje się średnio 2–5 dni. W związku z tym należy kontynuować codzienne podawanie maksymalnej dawki aspiryny (około 600 mg/dobę), aby podtrzymać stan tolerancji, gdyż kilkudniowa przerwa w zażywaniu aspiryny najczęściej prowadzi do powrotu nadwrażliwości, a wtedy ponowne jej zażycie grozi ostrym atakiem astmy. Uzyskanie tolerancji na aspirynę prowadzi z reguły do dobrego tolerowania przez pacjenta innych NLPZ, które działają przez blokowanie cyklooksygenazy. 
Metoda desensytyzacji aspiryną została opracowana na podstawie spostrzeżenia (po raz pierwszy poczynionego w 1922 roku przez Widala i współpracowników, następnie ponownie w 1966 przez Zeissa i Lockeya oraz Bianco i współpracowników) o 2–3 dniowej niewrażliwości na podawanie aspiryny, która miała miejsce po ostrym ataku astmy, spowodowanym jej doustnym przyjęciem.

### Ostry atak astmy
Ostry atak astmy (często ciężki) może pojawić się w ciągu kilku minut, do 1–2 godzin po połknięciu aspiryny lub innego leku aspirynopodobnego. Może dojść do wstrząsu, utraty przytomności i zatrzymania oddechu. 
Postępowanie lekarskie w przypadku wystąpienia ostrego ataku astmy u pacjenta z astmą aspirynową, po przypadkowo zażytej aspirynie lub innym leku z grupy NLPZ, albo podczas wykonywania próby prowokacyjnej, obejmuje w zależności od obrazu klinicznego: 
- wziewne podawanie betamimetyku, np. salbutamolu (lżejsze przypadki)
- dożylne podanie kortykosteroidów, np. prednizolonu (cięższe przypadki)
- zaintubowanie i sztuczna wentylacja (przypadki zagrażające życiu)

## Środki ostrożności
- Chory musi bezwzględnie unikać aspiryny i jej pochodnych, oraz wielu innych niesterydowych leków przeciwbólowo-przeciwzapalnych.
- Ostrożność zaleca się przy podawaniu półbursztynianu hydrokortyzonu oraz w stosowaniu leków, kosmetyków i spożywaniu pokarmów i napojów zawierających tartrazynę – żółty barwnik, albowiem znane są przypadki ataków astmy u pacjentów z astmą aspirynową po kontakcie z wyżej wymienionymi związkami chemicznymi.
- W przypadku uczucia duszności, które pojawiło się lub zwiększyło po zażyciu aspiryny lub innego leku aspirynopodobnego – pacjent powinien poinformować o tym fakcie lekarza.
- Nadwrażliwość na aspirynę i inne niesteroidowe leki przeciwzapalne (NLPZ) utrzymuje się do końca życia.

### Dieta ubogosalicylanowa (niskosalicylanowa, aspirynowa)
To dieta zalecana osobom z nadwrażliwością na aspirynę i inne niesteroidowe leki przeciwzapalne. Polega na ograniczeniu podaży pokarmów zawierających znaczne ilości kwasu salicylowego lub soli kwasu salicylowego. Mimo że kwas salicylowy nie powoduje objawów astmy wywołanych kwasem acetylosalicynowym to zawartość kwasu salicylowego w diecie może wpływać na tolerancję kwasu acetylosalicylowego. Wskazany poziom kwasu salicylowego jest jednak indywidualny i niewskazane jest zbyt drastyczne ograniczanie lub eliminacja z diety kwasu salicylowego ze względu na zwiększenie ryzyka wstrząsu anafilaktycznego. 

### Dozwolone niesteroidowe leki przeciwzapalne
Większość chorych dobrze toleruje leki z grupy selektywnych inhibitorów COX-2 (celekoksyb, etorykoksyb, parekoksyb). Preferencyjne inhibitory COX-2 (nimesulid, meloksykam) oraz słabe inhibitory COX-1 (paracetamol) stosowane w typowych dawkach również, zazwyczaj, nie powodują dolegliwości (w przypadku paracetamolu dawka powinna wynosić <1000 mg). Przed zastosowaniem powyższych leków konieczne jest wcześniejsze przeprowadzenie próby tolerancji w obecności personelu medycznego.